# Rockin’ Around the Christmas Tree

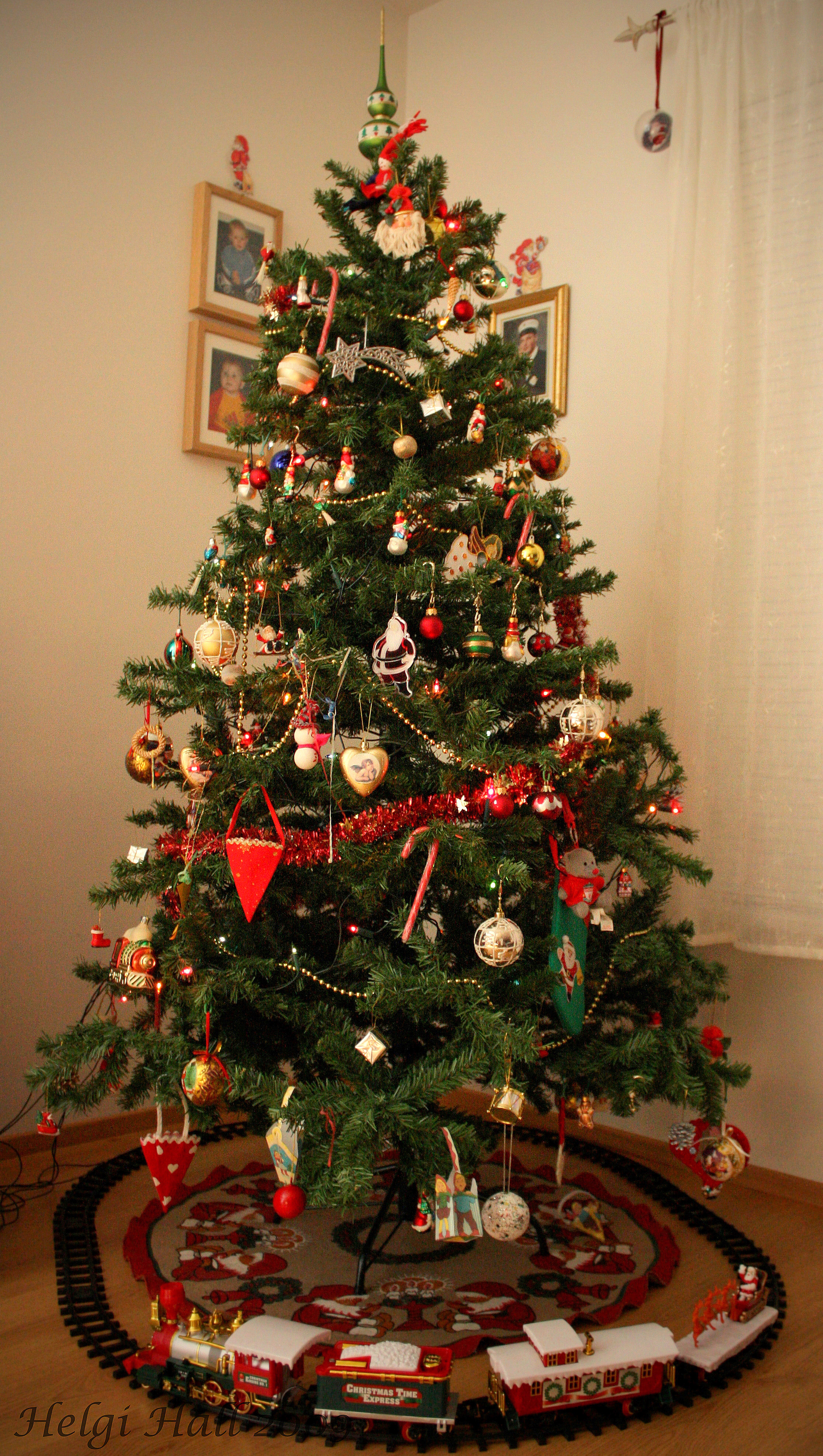
Rockin’ Around the Christmas Tree

Rockin’ Around the Christmas Tree – piosenka została napisana w 1958 roku przez Johnny’ego Marksa oraz premierowo zaśpiewana przez Brendę Lee. Od tamtego czasu piosenka była zaśpiewana przez wielu artystów. W 50. rocznicę powstania utworu w 2008 roku oryginalna wersja Lee sprzedała się w ponad 25 milionach egzemplarzy, a spośród wszystkich bożonarodzeniowych singli sprzedano czwarte pod względem liczby cyfrowych pobrań.

## Historia
„Rockin’ Around the Christmas Tree” pierwszy raz została zaśpiewana przez mało znaną artystkę 14-letnią Brendę Lee. Muzykę skomponował Owen Bradley a nagrano w wytwórni Decca Records. Na nagraniu piosenki wystąpili Hank Garland i Harold Bradley na gitarze, Floyd Cramer na fortepianie, Boots Randolph na saksofonie, Bob Moore na basie oraz weteran sesyjny Buddy Harman na perkusji.
Tekst piosenki opowiada o tradycjach bożonarodzeniowych i o pocałunku pod jemiołą.
Wersja piosenki w wykonaniu Brendy Lee znalazła się na 14. miejscu listy Billboard Hot 100 Airplay w 1960 roku, lecz w grudniu 1965 roku piosenka trafiła na trzecie miejsce.
Utwór został wykorzystany w filmie Kevin sam w domu w scenie pozorowanego przez Kevina przyjęcia świątecznego w domu państwa McCallisterów, które odwiodło złodziei Harry’ego i Marva od włamania się do domu.
Piosenka osiągnęła ponad milion pobrań cyfrowych do 2016 roku, według Nielsen SoundScan, co plasuje ją na piątym miejscu na liście najlepiej sprzedających się cyfrowych singli wszech czasów w historii SoundScan. Sprzedano 1 170 000 egzemplarzy w Stanach Zjednoczonych do grudnia 2019 r.
Na oficjalnej brytyjskiej liście przebojów singli „Rockin’ Around the Christmas Tree” osiągnął 6 miejsce, kiedy został wydany w Wielkiej Brytanii w 1963 roku. W 2013 roku, dzięki pobraniom, stał się jednym z wielu utworów. W 2017 r. singiel osiągnął 9 miejsce na UK Singles Chart, najwyższą pozycję od 1963 r.
W 2023 roku w 65 rocznicę powstania piosenki zrealizowano teledysk do wersji wykonanej przez Brendę Lee.  Wykorzystano nagranie dźwiękowe z oryginalnego wykonania wokalistki z 1958 roku, natomiast teledysk przedstawia artystkę we współczesnym wieku 79 lat.

## Wykonawcy
Piosenka została nagrana przez wielu artystów, m.in.:
- Brenda Lee (1958)
- Lynn Anderson (1971)
- Mel Smith i Kim Wilde (1987)
- Ronnie Spector i Darlene Love (1992)
- Amy Grant (1992)
- Cyndi Lauper (1998)
- Bill Haley i His Comets (1999)
- Mary J. Blige i Sheryl Crow (1999)
- Donna Fargo (2004)
- Anne Murray (2008)
- Connie Talbot (2008)
- Julianne Hough (2008)
- Amelia Lily (2012)
- Rita Coolidge (2012)
- Victoria Justice (2012)
- Jessica Simpson i Rosie O’Donnell (2013)
- Jann Arden (2015)
- Kris Allen (2016)
- Roksana Węgiel i Dawid Kwiatkowski (2019)[5]
- Kacey Musgraves i Camila Cabello (2020)
- Justin Bieber (2021)
- Meghan Trainor (2021)
- Kelly Clarkson (2021)
- Ann-Margaret (2023)

## Pozycje na listach przebojów
| Lista (1958–2020)                        | Pozycja |
| ---------------------------------------- | ------- |
| Australia: ARIA Charts                   | 35      |
| Austria: Ö3 Austria Top 40               | 25      |
| Francja: SNEP                            | 55      |
| Grecja: IFPI                             | 9       |
| Hiszpania: Promusicae                    | 77      |
| Irlandia: Top 100 Singles                | 4       |
| Kanada: Billboard Canadian Hot 100       | 3       |
| Litwa: Singlų Top 100                    | 1       |
| Łotwa: LAIPA                             | 2       |
| Niemcy: Deutsche Musikcharts             | 26      |
| Nowa Zelandia: Recorded Music NZ         | 7       |
| Norwegia: VG-lista                       | 25      |
| Portugalia: AFP                          | 19      |
| Słowacja: Singles Digitál Top 100        | 4       |
| Stany Zjednoczone: Hot 100               | 2       |
| Stany Zjednoczone: Adult Contemporary    | 16      |
| Szkocja: OCC                             | 46      |
| Szwajcaria: Schweizer Hitparade          | 7       |
| Szwecja: Sverigetopplistan               | 9       |
| Węgry: Mahasz                            | 3       |
| Wielka Brytania: Official Charts Company | 1       |
| Włochy: FIMI                             | 31      |